# Le Mannequin d'osier
Le mannequin d'osier est un roman de l'écrivain français Anatole France publié en 1897. Il constitue le deuxième volume de la tétralogie romanesque de l’Histoire contemporaine et fait suite à L’Orme du mail. L'action se déroule à l'époque contemporaine à la publication du roman.

## Résumé
La vie privée de M. Bergeret connaît un grand bouleversement lorsqu'il découvre que sa femme l'a trompé avec son meilleur élève, M. Roux. En conformité avec son caractère, M. Bergeret décide alors de ne plus adresser la parole à sa femme. Il la soumet ainsi à une torture morale lente mais irrésistible qui porte ses fruits, car son épouse décide de quitter le domicile conjugal à la fin du roman. Cependant M. Bergeret souffre lui aussi, principalement dans son orgueil. Il cherche sa consolation dans les livres et les idées, ce qui a des conséquences dans ses pensées et sa conversation où il tient des propos amers sur la vie, qui n'est que souffrance, et sur ses contemporains qu'il compare à des chimpanzés.

## Analyse
Parallèlement à ces deux sujets, le livre continue la peinture humoristique de la société bourgeoise de cette fin de XIXe siècle, peinture que l'Orme du mail avait initiée. Pour ce faire Anatole France met en jeu des personnages secondaires auxquels il prête des propos reflétant les préoccupations de l'époque. Ces personnages sont présentés sous leurs aspects les plus ridicules.
Parmi les thèmes abordés, il y a d'abord le contexte historique de la guerre entre Turcs et Grecs, guerre qui fait rage et qui se soldera par des massacres du côté grec, à la suite de l'abandon des occidentaux. On discute également de l'armée et du pouvoir des tribunaux militaires, des efforts d'armement des nations, des conditions carcérales, de la peine de mort, de la physiognomonie (science en vogue au XIXe siècle voulant mettre en rapport les traits du visage avec le comportement), de l'existence des écoles privées religieuses, du clergé et de son pouvoir, de l'anticléricalisme, de l'idée qu'on se fait de Dieu, de la corruption des dirigeants et des élites. Enfin, en toile de fond le souvenir de la défaite de 1870 est toujours présent.